# Ipomoea arenaria
Ipomoea arenaria là một loài thực vật có hoa trong họ Bìm bìm. Loài này được (Choisy) Steud. mô tả khoa học đầu tiên năm 1841.